# Sarcotheca diversifolia
Sarcotheca diversifolia är en harsyreväxtart som först beskrevs av Friedrich Anton Wilhelm Miquel, och fick sitt nu gällande namn av H. Hallier. Sarcotheca diversifolia ingår i släktet Sarcotheca och familjen harsyreväxter. Inga underarter finns listade i Catalogue of Life.